# 杉本哲哉
杉本哲哉（すぎもと てつや、1967年8月19日 - ）は、日本の実業家。神奈川県横浜市出身。株式会社マクロミル創業者。株式会社グライダーアソシエイツ代表取締役社長。早稲田大学名誉賛助員。株式会社PR TIMESの社外取締役も務める。

## 経歴
神奈川県 私立聖光学院中学校・高等学校、早稲田大学社会科学部卒業後、株式会社リクルート入社。就職情報誌営業部、財務部、新規事業開発室などを経たのち、デジタルメディア事業部門にてデータ放送の事業化検討に携わる。

2000年1月 インターネットを活用した市場調査（ネットリサーチ）を行なう株式会社マクロミルを設立し、代表取締役社長に就任。

2004年1月 会社設立から4年弱で東京証券取引所マザーズ市場に上場を果たす。同年10月、創業・ベンチャー国民フォーラム主催 Japan Venture Award 2004 起業家部門で「中小企業庁長官表彰」受賞。

2005年4月 東証マザーズから東京証券取引所第一部へ市場変更し、代表取締役会長に。同年10月、世界各国から優れた起業家を選び表彰する国際的な起業家表彰制度「アントレプレナー・オブ･ザ･イヤー（EOY ＝ Entrepreneur Of The Year®）」の日本大会で「アントレプレナー・オブ・ザ・イヤー JAPAN 2005 日本代表」を受賞。

2006年9月 取締役ファウンダー就任。

2007年4月 法政大学キャリアデザイン学部 客員教授、早稲田大学ビジネススクール（大学院）招聘講師就任。

2008年5月 経済同友会幹事に就任、また、同会における消費問題委員会 副委員長のほか、経済産業省「大学・大学院における起業家教育に関する検討会」に委員として参加。

2009年4月 法政大学ビジネススクール（大学院）客員教員に就任、イノベーション・マネジメント研究科にて教鞭をとった。

2009年7月 マクロミル代表取締役会長兼社長に復帰。

2012年2月 株式会社グライダーアソシエイツを設立、代表取締役社長に就任。（現任）

2013年12月 米ベインキャピタルのTOB提案に賛同するかたちで、マクロミルを株式非公開化。

2014年7月 マクロミルが指名委員会等設置会社へ移行するのに伴い、取締役会長となる。

2015年3月 マクロミルの全役職から退任。

2018年4月 事業構想大学院大学 特任教授就任。

2020年11月 母校の聖光学院中学校・高等学校を擁する学校法人聖マリア学園の評議員就任。

2024年11月 株式会社マゼランメディカルを設立、代表取締役社長に就任。（現任）

2025年5月 株式会社PR TIMES 社外取締役就任。（現任）

## 人物
中高時代はバスケットボール部に所属する一方で8mmフィルムの自主制作に没頭していたこともあり、早稲田大学入学当初は映画制作サークルへの参加も考えたが、受験時に手にした『早稲田魂』を発行していたザ・ワセダ・ガーディアンに入る。

そこからジャーナリズムに興味を持ち、就職活動はマスコミ中心に行なった。株式会社リクルートの採用担当者に「何かを起こした他人を取材する人間になりたいのか？自らが何かを起こす人間になりたいのか？」と問われ、同社への入社を決意。

営業→財務→新規事業開発室などを経たのち、「人生一度きり。社会の常識やライフスタイルを変えるような人になりたい」と考えリクルートを退社。同僚ら5人と株式会社マクロミルを立ち上げた。

2005年、東証一部へ上場後、リクルート創業者である江副浩正さんがかつて話していた「社会の公器となった企業は、トップが誰であってもその価値が変わらないような構造にしてゆかねばならない」との言葉に思いを致し、2006年に代表権を移譲。経済同友会や大学で教鞭をとるなどの活動へシフトした。

しかし2009年、リーマンショックなどで混乱した市場環境の中で喘ぐマクロミルの代表に復帰。その後は廉売競争が激化するネットリサーチ業界の再編を目論み、業界第２位だったヤフーバリューインサイト株式会社の経営統合、株式会社電通マーケティングインサイト（旧電通リサーチならびに総研）の子会社化など、大小さまざまな国内マーケティングリサーチ会社をM&Aする一方、海外への事業進出も進めた。

2015年にベインキャピタルへ経営を譲ってからは、戦後の世界秩序や社会システムがグローバル規模で変容する中、日本を再び上昇気流へ乗せたいと思い、曲がり角を迎えているさまざまな領域の「社会課題を解決する」行動にコミットする株式会社グライダーアソシエイツの経営に専念している。

## 主な掲載書
- 『掟破りの成功法則　破天荒創業者マジ語り』（夏目幸明 著：PHP研究所刊）ISBN 9784569642949
- 『成功前夜 21 の起業ストーリー』（ショーン・K & J-WAVE：ソフトバンククリエイティブ刊） ISBN 9784797330076
- 『社長の腹 ── おちまさとプロデュース』（おちまさと：扶桑社刊）ISBN 9784594051587
- 『「好き嫌い」と才能』（楠木建 著：東洋経済新報社刊）ISBN 9784492533826
- 『起業の天才！：江副浩正　８兆円企業リクルートをつくった男』（大西康之 著：東洋経済新報社刊）ISBN 9784101012629

など。